# Kirgiziska republikens ishockeyfederation
Kirgiziska republikens ishockeyfederation ordnar med organiserad ishockey i Kirgizistan. Kirgizistan inträdde i IIHF den 14 maj 2011.

### Fotnoter
1. ↑  ”Kyrgyzstan”. International Ice Hockey Federation. http://www.iihf.com/iihf-home/countries/kyrgyzstan.html. Läst 9 april 2012.